# リチャード・ウィッカム
リチャード・ウィッカム（Richard Wickham、生没年不詳）は、江戸時代初期に来日したイングランドの商人。

## 経歴・人物
慶長18年（1613年）ジョン・セーリスが司令官を務めたクローブ号の船隊で、リチャード・コックスらと共に来日した。
同年に肥前平戸でイギリス商館が開設した。同時期に来日した大坂で貿易関係の仕事を行うウィリアム・イートンと共に江戸で活躍し、その後駿河の浦賀に転勤し、日本人代理人を置いた。イギリス商館が経営不振で閉鎖される5年前の元和4年（1618年）に帰国した。